# Campeonato Sudamericano de Campeones
Klubowe Mistrzostwa Ameryki Południowej (hiszp. Campeonato Sudamericano de Campeones) – klubowe rozgrywki piłkarskie dla mistrzów krajowych Ameryki Południowej organizowane przez CONMEBOL (hiszp. Confederación Sudamericana de Fútbol) w 1948 roku.

## Historia
Zostały po raz pierwszy zorganizowane przez CONMEBOL w roku 1948 dla mistrzów krajów południowoamerykańskich. Turniej ten jest uznawany przez CONMEBOL za nieoficjalnego poprzednika Copa Libertadores. Klubowe Mistrzostwa Ameryki Południowej w 1948 roku wpłynęły na narodziny najważniejszego europejskiego turnieju klubowego Pucharu Europy Mistrzów Klubowych, przekształconego w 1992 w Ligę Mistrzów UEFA. Wkrótce idea takiego turnieju doszła do UEFA i 5 marca 1955 roku startowały po raz pierwszy rozgrywki o Puchar Europy.
W turnieju uczestniczyło 7 drużyn: River Plate (mistrz Argentyny 1947), Lítoral Cochabamba (mistrz Boliwii 1947), CR Vasco da Gama (mistrz Brazylii 1947), CSD Colo-Colo (mistrz Chile 1947), Emelec Guayaquil (mistrz Ekwadoru 1946), Municipal Lima (mistrz Peru 1947) i Club Nacional de Football (mistrz Urugwaju 1947). Nie uczestniczyły mistrzowie Kolumbii i Paragwaju. Wszystkie mecze odbyły się na stadionach Santiago de Chile. W dniach od 11 lutego do 17 marca 1948 drużyny systemem kołowym rozegrały miejsca na podium. Pierwszym zwycięzcą został brazylijski Vasco da Gama, drugie miejsce zdobył argentyński River Plate, a trzecim finiszował urugwajski Nacional.

## Finały
| 1948 Szczegóły | CR Vasco da Gama | format ligowy | River Plate | Estadio Nacional de Chile, Santiago de Chile |  |

## Klasyfikacja medalowa
| Miejsce | Kraj      | Klub             | Zwycięzca | Finalista | Razem | Lata zwycięstw | Lata porażek |
| ------- | --------- | ---------------- | --------- | --------- | ----- | -------------- | ------------ |
| 1.      | Brazylia  | CR Vasco da Gama | 1         | 0         | 1     | 1948           |              |
| 2.      | Argentyna | River Plate      | 0         | 1         | 1     |                | 1948         |

## Osiągnięcia krajowe
| Miejsce | Kraj      | Zwycięzca | Finalista | Razem |
| ------- | --------- | --------- | --------- | ----- |
| 1.      | Brazylia  | 1         | 0         | 1     |
| 2.      | Argentyna | 0         | 1         | 1     |